# Ojdula
Ojdula là một xã thuộc hạt Covasna, România. Dân số thời điểm năm 2002 là 3517 người.